# Smjatenie čuvstv
Smjatenie čuvstv (Смятение чувств) è un film del 1977 diretto da Pavel Oganezovič Arsenov.

## Trama
Dopo essersi diplomata, Nadja è entrata all'Istituto di medicina di Leningrado, dove si è innamorata di un uomo sposato e ha deciso di tornare a casa, ma a casa non con la calma come pensava.